# Peter Fieseler
Peter Fieseler (* 1977 in Bad Godesberg) ist ein deutscher Schauspieler.

## Leben
Fieseler begann seine schauspielerische Ausbildung 1999 beim amerikanischen Method-Acting-Lehrer John Costopoulos. Bereits zu dieser Zeit übernahm er erste Rollen in Spielfilmen, beispielsweise 2001 in Lammbock – Alles in Handarbeit unter der Regie von Christian Zübert und in Das Experiment von Oliver Hirschbiegel. Ab 2004 trat Fieseler verschiedentlich in Theaterstücken auf. Hierzu gehörten Rollen in Unschuld von Dea Loher (Bauturm Theater Köln, 2004) oder den Büchnerstücken Woyzeck (Clubtheater Berlin, 2006) oder Leonce und Lena (Poetenpack Potsdam, 2007/2008).
Einem breiteren Publikum wurde Fieseler vor allem durch seine zahlreichen Fernsehrollen bekannt. So war er 2002 in einer Folge der Krimiserie SK Kölsch zu sehen, trat 2003 im Tatort in der Folge Mutterliebe auf und hatte im selben Jahr eine Gastrolle in der Comedy-Serie Alles Atze. Es folgten weitere Auftritte in Krimiserien wie GSG 9 – Ihr Einsatz ist ihr Leben (2007), Der Alte (2011), Wilsberg: Die Entführung (2013), Wilsberg: Treuetest (2013) oder Küstenwache (2012). Darüber hinaus spielte Fieseler aber auch in der Abenteuerserie Der Kapitän (2008) mit. Besonders erfolgreich war Fieseler in seiner Hauptrolle im Kurzfilm Über Wasser gehen unter der Regie von Ralf Beyerle. Der Film gewann den 1. Preis beim Internationalen Filmwochenende Würzburg, den 1. Preis beim OpenEyes Filmfest Marburg und den 2. Preis beim Filmfest Kontrast in Bayreuth (alle 2009). Fieseler ist Mitglied des BFFS. Er ist der Großneffe von Gerhard Fieseler.
Peter Fieseler war bis 2021 als Kommissar Piet Wellbrook Mitglied der ARD-Serie Großstadtrevier.
Peter Fieseler lebt mit seiner Ehefrau Christina Athenstädt und der gemeinsamen Tochter in Berlin.

## Filmografie (Auswahl)
- 1999: Freundinnen & andere Monster
- 2001: Das Experiment
- 2001: Lammbock – Alles in Handarbeit
- 2002: Der gemeine Liguster, Regie: Nana Neul
- 2004: Allein
- 2006: Love hurts, Regie: Döndü Kılıç
- 2007: Über Wasser gehen, Regie: Ralf Beyerle, (Kurzfilm)
- 2008: Der Kapitän – Packeis – Piraten, Regie: Axel Barth
- 2009: Crashpoint – 90 Minuten bis zum Absturz
- 2009: Urlaub mit Papa
- 2009: Sexstreik, Regie: Thomas Nennstiehl
- 2010: Sushi & Gomorrha, Regie: Lars Jordan
- 2010: Es ist nicht vorbei
- 2010: Stubbe – Von Fall zu Fall: Verräter
- 2010: Familie Dr.Kleist Staffel 4 Folge 6
- 2011: Der Alte (Fernsehserie, Folge Es ist niemals vorbei)
- 2011: Der letzte Bulle (Fernsehserie, Folge Alle Wege führen zum Du)
- 2012: Küstenwache, Regie: Daniel Dreches Grau
- 2013: Neue Adresse Paradies
- 2012: Sekretärinnen, Regie: Andreas Menck/Dominic Müller
- 2012: Alles super, Regie: Ralf Beyerle, (Kurzfilm)
- 2012: Mord in bester Gesellschaft, Regie: Peter Stauch
- 2013: Wir waren Könige (Kinofilm) Regie: Phillip Leinemann
- 2013: Wilsberg – Treuetest
- 2013: Wilsberg – Die Entführung
- 2014: Lola auf der Erbse, Regie: Thomas Heinemann
- 2014: SOKO Wismar (Fernsehserie, Folge Hundefreunde)
- 2014: Wilsberg – Das Geld der Anderen
- 2015: Letzte Spur Berlin (Fernsehserie, Folge Vergessen)
- 2015: Der Alte (Fernsehserie, Folge Innere Werte)
- 2015–2020: Großstadtrevier (Fernsehserie)
- 2016: Tatort: Fegefeuer
- 2017: SOKO Leipzig
- 2017: SOKO Köln
- seit 2018: Die Heiland – Wir sind Anwalt
- 2018: Dogs of Berlin (Fernsehserie, eine Folge)
- 2019: Rampensau (Fernsehserie)
- 2021: Dreiraumwohnung
- 2022: Einsatz in den Alpen – Der Armbrustkiller (Fernsehfilm)
- 2024: Zeit zu beten. Ein Krimi aus Passau (Fernsehreihe)
- 2024: Mord mit Aussicht (Fernsehserie, 3 Folgen)
- 2025: Bettys Diagnose (Fernsehserie, Folge Betrüger und Betrogene)
- 2025: Morden im Norden (Fernsehserie, Folge Der tote Clown)